# Unité urbaine de Tournon-sur-Rhône
L'unité urbaine de Tournon-sur-Rhône est une unité urbaine française centrée sur les villes de Tournon-sur-Rhône (Ardèche) et Tain-l'Hermitage (Drôme).

## Données générales
En 2010, selon l'INSEE, l'unité urbaine de Tournon-sur-Rhône était composée de 9 communes, puis 8 à la suite de la fusion des communes de Mercurol et Veaunes en Mercurol-Veaunes, dont 3 dans le département de l'Ardèche et 5 dans celui de la Drôme.
En 2020, à la suite d'un nouveau zonage, elle est toujours composée des 8 mêmes communes.
En 2022, avec 31 626 habitants , elle occupe le 30e rang dans la région Auvergne-Rhône-Alpes, se classant après l'unité urbaine de Riom (29e rang) et devant l'unité urbaine d'Oyonnax (31e rang).

## Composition selon la délimitation de 2020
Elle est composée des huit communes suivantes :
| Nom                  | Code Insee | Département | Statut       | Superficie (km2) | Population (dernière pop. légale) | Densité (hab./km2) | Modifier                                    |
| -------------------- | ---------- | ----------- | ------------ | ---------------- | --------------------------------- | ------------------ | ------------------------------------------- |
| Tain-l'Hermitage     | 26347      | Drôme       | ville-centre | 4,85             | 5 890 (2022)                      | 1 214              | modifier les données · modifier les données |
| Tournon-sur-Rhône    | 07324      | Ardèche     | ville-centre | 21,01            | 11 302 (2022)                     | 538                | modifier les données · modifier les données |
| Crozes-Hermitage     | 26110      | Drôme       | banlieue     | 5,48             | 653 (2022)                        | 119                | modifier les données · modifier les données |
| Mauves               | 07152      | Ardèche     | banlieue     | 7,05             | 1 192 (2022)                      | 169                | modifier les données · modifier les données |
| Mercurol-Veaunes     | 26179      | Drôme       | banlieue     | 25,01            | 2 828 (2022)                      | 113                | modifier les données · modifier les données |
| Pont-de-l'Isère      | 26250      | Drôme       | banlieue     | 10,09            | 3 683 (2022)                      | 365                | modifier les données · modifier les données |
| La Roche-de-Glun     | 26271      | Drôme       | banlieue     | 12,79            | 3 579 (2022)                      | 280                | modifier les données · modifier les données |
| Saint-Jean-de-Muzols | 07245      | Ardèche     | banlieue     | 10,68            | 2 499 (2022)                      | 234                | modifier les données · modifier les données |

## Évolution démographique
| 1968   | 1975   | 1982   | 1990   | 1999   | 2010   | 2015   | 2021   |
| ------ | ------ | ------ | ------ | ------ | ------ | ------ | ------ |
| 18 798 | 20 705 | 23 716 | 25 670 | 26 671 | 29 189 | 29 832 | 31 470 |